# Romanian Drinks Service
Romanian Drinks Service este o companie din România care produce și distribuie mărcile de băuturi alcoolice Garrone.
Compania comercializează vermuturi și aperitive pe bază de vin (Garrone Bianco, Garrone Cherry, altele), vinuri spumoase (Garrone Moscato Spumante, Garrone Extra Dry), lichioruri și alte băuturi spirtoase (Garrone Bitter, Limoncello).
Compania Romanian Drinks Service este deținută de societatea italiană Rodia Spa. 
Romanian Drinks Services deține un centru de vinificație în Tulcea la Valea Nucarilor.
Compania a avut vânzări de circa 6,5 milioane de euro în anul 2003.